# Linsley-Halbinsel
Die Linsley-Halbinsel ist eine breite und grob rechteckige Halbinsel an der Nordküste der Thurston-Insel vor der Eights-Küste des westantarktischen Ellsworthlands. Sie ragt in den südlichen Teil des Murphy Inlet.
Erstmals kartiert wurde die Halbinsel anhand von Luftaufnahmen, die bei der von der United States Navy durchgeführten Operation Highjump (1946–1947) entstanden. Das Advisory Committee on Antarctic Names benannte sie 1972 nach Lieutenant Commander Richard G. Linsley, Pilot einer Lockheed C-130 Hercules zur Unterstützung geologischer Mannschaften des United States Antarctic Research Program auf der Thurston-Insel zwischen 1968 und 1969.